# Haus La Porte
Das Haus La Porte de la Meilleraye war eine Familie des französischen Adels in der Zeit der bourbonischen Könige von Frankreich.
Die Familie stammte aus dem Poitou und kam mit François de la Porte Mitte des 16. Jahrhunderts erstmals mit dem Pariser Hof in Kontakt. François‘ Tochter Suzanne de La Porte ist die Mutter u. a. von Kardinal Richelieu, ihr Halbbruder Amador de La Porte war nach dem frühen Tod von Richelieus Vater (1590) dessen Vormund.
Charles de La Porte, der Neffe von Suzanne und Amador, somit ein Vetter von Richelieu, wurde 1639 Marschall von Frankreich und 1663 Duc de La Meilleraye. Dessen Sohn Armand-Charles de La Porte heiratete 1661 Hortense Mancini, die Nichte von Kardinal Mazarin und erhielt dadurch das in Duché de Mazarin umbenannte Herzogtum Rethel, das in weiblicher Linie an die Fürsten von Monaco vererbt wurde.
Armande Félice de La Porte Mazarin, Enkelin von Armand Charles de La Porte ist die Mutter der fünf Sœurs de Nesle, von denen vier 1733 bis 1744 die ersten Mätressen Ludwigs XV. waren. Die Familie La Porte de la Meilleraye starb 1735 mit Armande Félices Nichte Charlotte Antoinette de La Porte aus.

## Stammliste
1. François de La Porte, Seigneur de la Lunardière[1] etc.; ⚭ (1) 1548 Claude Bochart, Tochter von Antoine Bochart, Seigneur de Farinvilliers[2], Conseiller au Parlement, und Françoise Gayant; ⚭ (2) 28. April 1559 Madeleine Charles, Tochter von Nicolas, Seigneur du Plessis-Piquet[3], und Jeanne Bochart
  1. (1) Suzanne de La Porte; ⚭ François du Plessis, Seigneur de Richelieu, * 1548 Richelieu, † 10. Juni 1590 Gonesse – die Eltern u. a. von Kardinal Richelieu
  2. (2) Charles (I.) de La Porte, Seigneur de la Meilleraye[4]; ⚭ (3) 1596 Claude de Champlais, Tochter von François, Seigneur de Cerveau, und Jeanne de Beaumont
    1. Charles (II.) de La Porte, * 1602, † 8. Februar 1664, 1639 Marschall von Frankreich, 1663 Duc de la Meilleraye; ⚭ 1630 Marie de Ruzé, * 1613, † 22. April 1633, Tochter von Antoine Coëffier de Ruzé, Marquis d’Effiat, Marschall von Frankreich, und Marie de Fourcy, Schwester von Henri Coiffier de Ruzé, Marquis de Cinq-Mars, Großstallmeister von Frankreich; ⚭ (2) 1637 Marie de Cossé, * 1621, † 14. Mai 1710, Tochter von François de Cossé, Duc de Brissac (Cossé-Brissac)
      1. Armand-Charles de La Porte, * 1632, † 9. November 1713, Duc de Mazarin, Duc de la Meilleraye, Großmeister der Artillerie von Frankreich; ⚭ 1661 Hortense Mancini, * 6. Juni 1646, † 2. Juli 1699, Tochter von Michele Lorenzo Mancini und Girolama Mazzarini, Nichte von Kardinal Mazarin (Haus Mazarin-Mancini)
        1. Marie Charlotte de La Porte, * 28. März 1662, † 13. Mai 1729; ⚭ 1682 Louis Armand Vignerot du Plessis, Comte d’Agenais und (seit 1704) Duc d’Aiguillon, † 1730 (Haus Vignerot)
        2. Marie Anne de La Porte, * 1663, † Oktober 1720, Äbtissin in Lys
        3. Marie Olympe de La Porte, * 1665, † 24. Januar 1754, ⚭ 30. September 1681 Louis Christophe Gigault, Marquis de Bellefonds et de Boullaye, † 1692, Sohn des Marschalls Bellefonds
        4. Paul Jules de La Porte, * 25. Januar 1666, † 7. September 1731, Duc de Mazarin et de la Meilleraye; ⚭ (1) Dezember 1685 Felice Charlotte Armande de Durfort-Duras, † 1730, Tochter von Jacques Henri de Durfort, Duc de Duras, Marschall von Frankreich; ⚭ (2) 1731 Françoise de Mailly, Tochter von Louis de Mailly, Marquis de Mailly, und Anne-Marie-Françoise de Sainte-Hermine, Witwe von Louis Phélypeaux, Marquis de Châteauneuf (Haus Mailly)
          1. (1) Armande Félice de La Porte Mazarin, * 3. September 1691, † 14. Oktober 1729; ⚭ 2. April 1709 Louis III. de Mailly, Marquis de Nesle et de Mailly, 1706 Prince d’Orange, † 1767 (Haus Mailly)
            1. Louise Julie de Mailly-Nesle * 1710, † 1751, Comtesse de Mailly, Mätresse Ludwigs XV.
            2. Pauline Félicité de Mailly-Nesle, * 1712, † 1741, Comtesse de Vintimille, Mätresse Ludwigs XV.
            3. Diane-Adélaïde de Mailly-Nesle, * 1714, † 1760, Duchesse de Lauraguais, Mätresse Ludwigs XV.
            4. Hortense-Félicité de Mailly-Nesle, * 1715, † 1799, Marquise de Flavacourt
            5. Marie-Anne de Mailly-Nesle, * 1717, † 1744, Duchesse de Châteauroux, Mätresse Ludwigs XV.

          2. (1) Guy Jules Paul de La Porte Mazarin, * 12. September 1701, † 30. Januar 1738, Duc de Mazarin et de la Meilleraye; ⚭ 5. Mai 1716 Louise Françoise de Rohan, * 1695, † 27. Juli 1755, Tochter von Hercule Mériadec, Duc de Rohan-Rohan (Haus Rohan)
            1. Charlotte Antoinette de La Porte, * 24. März 1719, † 1735; ⚭ 1. Juni 1733 Emmanuel-Félicité de Durfort, Duc de Duras, Marschall von Frankreich, † 1789
              1. Louise Jeanne de Durfort-Duras, * 1. September 1735, † 17. März 1781, Duchesse de Mazarin et de la Meilleraye; ⚭ 2. Dezember 1747 Louis Marie Guy d’Aumont, Marquis de Villequier, Duc d’Aumont, seit 1747 Duc de Mazarin et de la Meilleraye, † 1799
                1. Louise d’Aumont, * 22. Oktober 1759, † 13. Dezember 1826, Duchesse de Mazarin et de la Meilleraye; ⚭ (1) 15. Juli 1777 Honoré IV. (seit 1795) Titular- und seit 1814 regierender Fürst von Monaco, † 1819, geschieden 22. Juni 1793; ⚭ (2) 6. Februar 1801 René François Tirnand d’Arcis, † 1807, geschieden 19. Oktober 1803

          3. (1) Henri Jules de La Porte, * 21. März 1703, † 28. Juni 1715

  3. (2) François
  4. (2) Raoul
  5. (2) Amador de La Porte, † 31. Oktober 1644
  6. (2) Léonore; ⚭ 1579 François Chiure